# Кузин, Владимир Семёнович
Влади́мир Семёнович Ку́зин (15 июля 1930, Лампожня, Северный край — 5 октября 2007, Москва) — советский лыжник, олимпийский чемпион 1956 года в эстафете и двукратный чемпион мира. Единственный в истории советского и российского спорта лыжник, выигравший золото чемпионата мира на дистанции 50 км, а также единственный в отечественной истории лыжник, который сумел выиграть два личных золота на одном чемпионате мира.

## Биография
Владимир Кузин родился 15 июля 1930 года в селе Лампожня Мезенского района Северного края (ныне — Мезенское городское поселение Мезенского района Архангельской области). В соревнованиях участвовал с 13 лет.
В 1954 году на чемпионате мира в Фалуне Кузин стал первым советским чемпионом мира, выиграв гонки на 50 и 30 км. Король Швеции Густав VI Адольф торжественно вручил ему за это большой кубок, на котором было выгравировано: «Королю лыж от короля Швеции Густава VI». Это была первая и последняя лыжная «коронация». После этого случая в лыжном мире закрепилась традиция присуждать неофициальное звание «король лыж» гонщику, который в рамках одного чемпионата мира или Олимпийских игр побеждал бы на дистанциях 30 и 50 км. Кроме Кузина, «королями лыж» в разные годы были: Матти Райвио (Финляндия), Николай Зимятов (СССР), (единственный, кому удалось выиграть эти две дистанции на Олимпийских играх), Гунде Сван (Швеция), Мика Мюллюла (Финляндия), Петтер Нортуг (Норвегия) так же становились «королями», но в рамках чемпионатов мира, которые проводились раз в два года.
В 1956 году на Олимпиаде в итальянском городе Кортина д’Ампеццо Владимир Кузин занял пятое место в гонке на 30 км и завоевал золото в эстафете (4×10 км). Таким образом, Кузин стал первым советским лыжником, выигравшим и Олимпиаду и чемпионат мира. В 1957 году за это достижение его наградили орденом Ленина.
2-кратный чемпион СССР: 18 км (1953 год), 15 км (1958 год).
После завершения карьеры Владимир Кузин работал тренером. Защитил диссертацию кандидата биологических наук (1972 год). Член КПСС с 1975 года. В середине 1970-х годов возглавил кафедру физической подготовки и спорта Военного факультета при Московском финансовом институте, доцент, подполковник. За достижение высоких показателей в педагогической и научной деятельности был удостоен знака «За отличные успехи в работе в области высшего образования в СССР».
Скончался на 78-м году жизни после долгой и продолжительной болезни 5 октября 2007 года. Похоронен на участке № 16 «Д» Митинского кладбища в Москве.

## Награды и почётные звания
- Заслуженный мастер спорта СССР (1954 год)
- Орден Ленина (27.04.1957) — «за успехи, достигнутые в деле развития массового физкультурного движения в стране, повышения мастерства советских спортсменов, и успешное выступление на международных соревнованиях»
- Заслуженный тренер СССР (1970 год)

## Память
- В Лампожне расположен Дом-музей Владимира Кузина, где сохранилась обстановка, которая была в доме при жизни семьи Кузиных[12][13]. В 2010 году рядом с музеем установлен бюст чемпиона. Именем Владимира Кузина названа улица деревни[14].
- В Мезенском районе ежегодно проходят традиционные Кузинские гонки[14].
- В 2010 году именем В. С. Кузина назван лыжный стадион в деревне Малые Карелы (принадлежит ГАУ Архангельской области «Региональный центр развития спорта „Водник“»)[15].